# All-Star Baseball 2005
Az All-Star Baseball 2005 baseball-videójáték, melyet az Acclaim Studios Austin fejlesztett és az Acclaim Entertainment jelentetett meg. A játék 2004 márciusában jelent meg Xbox, illetve 2004 áprilisban PlayStation 2 platformokra.
A játék kommentátora Thom Brennaman, akit Steve Lyons szakkommentátor egészít ki. A játék borítóján Derek Jeter New York Yankees-beálló szerepel.

## Fejlesztés
Az Acclaim Studios Austin a fejlesztés első számú célkitűzésének a már meglévő funkciók finomhangolását tette meg. A játék legfontosabb újdonsága az interneten keresztüli többjátékos mód, amelyet a tervek szerint már az előző epizód Xbox-verziója is tartalmazott volna, azonban azt végül különböző problémák miatt végül a megjelenése előtt eltávolították a játékból. Az előző részben megjelent forgatókönyv-mód megkapta a Fox Broadcasting Company This Week in Baseball című televíziós műsorának arculatát. A játék új, analóg karos ütőrendszert, illetve a védőjátékosokat hátulról követő kameraállást is kapott. Az előző játék amatőr spanyol hangkommentátorát Oscar Soria, az Arizona Diamondbacks spanyol nyelvű rádiós kommentátora váltotta. Az Xbox-verzióban a konzol merevlemezén tárolt zeneszámok menü- és bevonulózenének is használhatóak. A játék alapértelmezett dobódobás-sebességét visszább vették, mivel az előző két epizód realisztikus sebessége elidegenítette az alkalmi játékosokat, a realisztikus sebesség választható opció maradt. A játékhoz 200 új, motion capture-technológiával elkészített animációt is hozzáadtak, elsősorban az új hazai bázis mögötti kameraállás miatt. A grafikát mipmap textúrázással és élsimítással egészítették ki, illetve olyan újdonságokat is kapott, mint a távolsági köd és a gyep többmenetes renderelése. További újdonságok közé tartozik az animált stadiongeometriák (például a vonat a Minute Maid Parkban), illetve 5 új stadion. A játékból a költségek visszaszorítása érdekében körülbelül 60 visszavonult játékos is kikerült, példának okáért az elődjében megjelent, néger baseball-ligákban szerepelt játékosok közül egy sem került át.

## Megjelenés
A játék 2004. március 24-én jelent meg Xbox, illetve 2004. április 8-án PlayStation 2 otthoni videójáték-konzolokra, kizárólag Észak-Amerikában.
A játék kiadója, az Acclaim Entertainment anyagi problémákkal küszködött, így a játékból nem készítettek az előző címnél minimális profitot termelő Game Boy Advance-, Nintendo GameCube- és Windows-átiratot sem, illetve Európában és Japánban sem jelentették meg a játékot. A Major League Players Association alig több, mint 3 hónappal a játék megjelenése után azonnali hatállyal visszavonta a licencét, mivel a kiadó nem fizette ki az eladott példányok után járó jogdíjakat. A játék fejlesztőstúdióját 2004. augusztus 27-én bezárták, majd az Acclaim 2004. szeptember 1-jén csődöt jelentett. A sorozat jogait 2006-ban felvásárolta a Throwback Entertainment, majd 2018-ban eladta azt a Liquid Media Groupnak.

## Fogadtatás
| Összegzőoldal | Értékelés | Értékelés |
| Összegzőoldal | PS2       | Xbox      |
| ------------- | --------- | --------- |
| Metacritic    | 72/100    | 75/100    |

| Szerző        | Értékelés | Értékelés |
| Szerző        | PS2       | Xbox      |
| ------------- | --------- | --------- |
| 576 Konzol    | N/A       | 8/10      |
| EGM           | 5,33/10   | 5,33/10   |
| Game Informer | 7/10      | 7/10      |
| GamePro       | N/A       | [ 18 ]    |
| GameSpot      | 7,5/10    | 8/10      |
| GameSpy       | N/A       | [ 20 ]    |
| GameZone      | N/A       | 8,5/10    |
| IGN           | 7,9/10    | 8/10      |
| OPM (US)      | [ 24 ]    | N/A       |
| OXM (US)      | N/A       | 7,2/10    |
| X-Play        | N/A       | [ 26 ]    |
| Maxim         | [ 27 ]    | [ 27 ]    |

A Metacritic kritikaösszegző weboldal adatai szerint a játék Xbox-verziója általánosságban kedvező, míg a PlayStation 2-változata megosztott vagy átlagos kritikai fogadtatásban részesült.
Az IGN 8/10 pontra értékelte a játék Xbox-verzióját, dicsérve az „év legintelligensebb” vezetőedző-motorját, a „rendkívül mély” franchisemódot, negatívumként pedig a „borzalmas” visszajátszásrendszert és a riválisoktól gyengébb animációkat emelte ki, azonban a játék egyik legnagyobb innovációnaként reklámozott védőjátékos mögötti kameraállást a játék legirritálóbb pontjának nevezte. A weboldal a PlayStation 2-verzióra 7,9/10-es pontszámot adott a gyengébb grafika miatt. Összegzésként megjegyezte, hogy „Ha keménymagos baseballrajongó vagy, akkor ugyan el tudod nézni a játék hibáit és sok izgalomra okot adó dolgot fogsz találni benne, azonban az alkalmi játékosoknak az MVP jobb időtöltést jelent.”
A GameSpot hasonló véleménnyel volt a játékról; az Xbox-kiadást 8/10-es, míg a PlayStation 2-verziót 7,5/10-es pontszámmal díjazta. Összegzésként megjegyezte, hogy „Ha eddig nem tetszett az Acclaim baseballverziója, akkor valószínűleg most sem fog. Azonban ha el tudsz tekinteni a játék hangproblémáin, akkor a különböző kisebb javítás elegendő okot adhat az All-Star Baseball 2004-tulajdonosoknak a váltásra, míg a semleges állásponton lévőket meglehet, hogy ráveszi, hogy ebben az évben fejest ugorjanak a játékba. Az alapvető mechanikák ott vannak és az igazi internetes játékmód impozáns tulajdonság.”